# ハンス・ルーデンドルフ
フリードリヒ・ヴィルヘルム・ハンス・ルーデンドルフ（ドイツ語: Friedrich Wilhelm Hans Ludendorff、1873年5月26日 - 1941年6月26日）は、ドイツの天文学者。第一次世界大戦におけるドイツ陸軍の有名な将軍エーリヒ・ルーデンドルフの弟である。

## 経歴
プロイセン・トゥノー（現ポーランド・西ポモージェ県コシャリン郡ドゥノヴォ）で生まれた。ベルリン大学で物理学、数学を学んだ後1897年にハンブルク天文台で観測助手として働き始めた。翌年ポツダム天体物理天文台に移り、1905年に観測員、1915年に主任観測員になり、1921年から引退する1938年まで所長を務めた。1941年にポツダムで死去。
何冊かの天文学、天体物理学の著書があり、最初の小惑星に関する著書は大学卒業の直後の1896年に著された。1905年に出版した球状星団M13の重要な星を集めたルーデンドルフ・カタログが有名である。先コロンビア文化、特にマヤ文化における天文学についての著書もある。
1908年、アメリカの天文学者エドウィン・フロストと共にミザール伴星の175.6日の周期の変光特性を確かめた。また、ぎょしゃ座イプシロン星の変光周期の発見にも貢献している。